# 蔡仲熊
蔡仲熊（5世纪—6世纪），南朝齐学者。济阳人。
蔡仲熊礼学博闻，曾对人说：“凡钟律在南，不容复得调平。昔五音金石，本在中土；今既来南，土气偏陂，音律乖爽。”刘瓛也以为然。
齐武帝永明初年，蔡仲熊兼太常丞。二年（484年），奏议：“《郑志》云‘正月上辛，祀后稷于南郊，还于明堂，以文王配。’故宋氏创立明堂，郊还即祭，是用《郑志》之说也。盖为《志》者失，非玄意也。玄之言曰：‘未审周明堂以何月，于《月令》则以季秋。’案玄注《月令》‘季秋大飨帝’云‘大飨，遍祭五帝’。又云‘大飨于明堂，以文武配’。其时秋也，去启蛰远矣。又《周礼·大司乐》‘凡大祭祀，宿县’。寻宿县之旨，以日出行事故也；若日暗而后行事，则无假预县。果日出行事，何得方俟郊还？东京《礼仪志》不记祭之时日，而《志》云：‘天郊夕牲之夜，夜漏未尽八刻进熟；明堂夕牲之夜，夜漏未尽七刻进熟。’寻明堂之在郊前一刻，而进献奏乐，方待郊还。魏高堂隆表‘九日南郊，十日北郊，十一日明堂，十二日宗庙’。案隆此言，是审于时定制，是则《周礼》、二汉及魏，皆不共日矣。《礼》以辛郊，《书》以丁祀，辛丁皆合，宜临时详择。”
当年，武帝弟始兴王萧鉴被任为益州刺史，他好学，善作文，不重奢华，器服清素，有高士之风，蔡仲熊时任他的记室参军，萧鉴与他登张仪楼，商略先言往行及蜀土人物，萧鉴言辞和辩，蔡仲熊应对无滞，当时以为盛事。
齐明帝时，皇太子萧宝卷不爱学习，只爱游玩，朝议令蔡仲熊为他讲礼，还未讲到一半，皇侄始安王萧遥光从容说：“文义之事是士大夫作为伎艺要求官的罢了，皇太子用讲吗？”明帝以为然，于是停讲。
蔡仲熊历任安西记室、尚书左丞。曾问僧人释宝志自己能官至何职，释宝志不答，解开杖头左索绳掷给他，大家都不理解。等蔡仲熊官至尚书左丞，方知此言应验。他执经议论，往往与当朝宰辅不合，也不肯改变想法求同，故一生仕途不顺，当时人为他遗憾。萧宝卷永元年间，五礼志散落，权且由蔡仲熊和骁骑将军何佟之共掌其事。